# Telpod

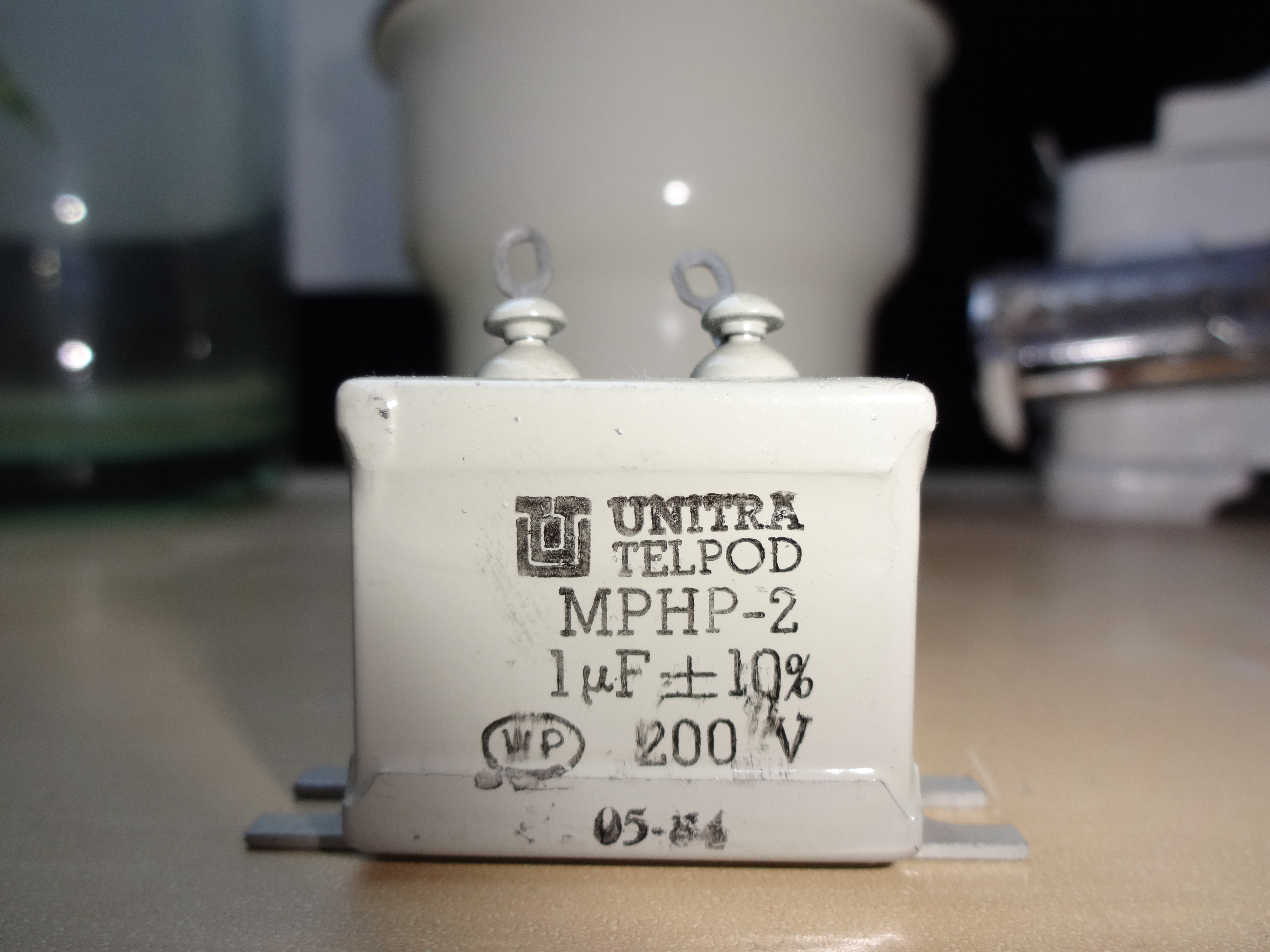
Kondensator Unitra Telpod

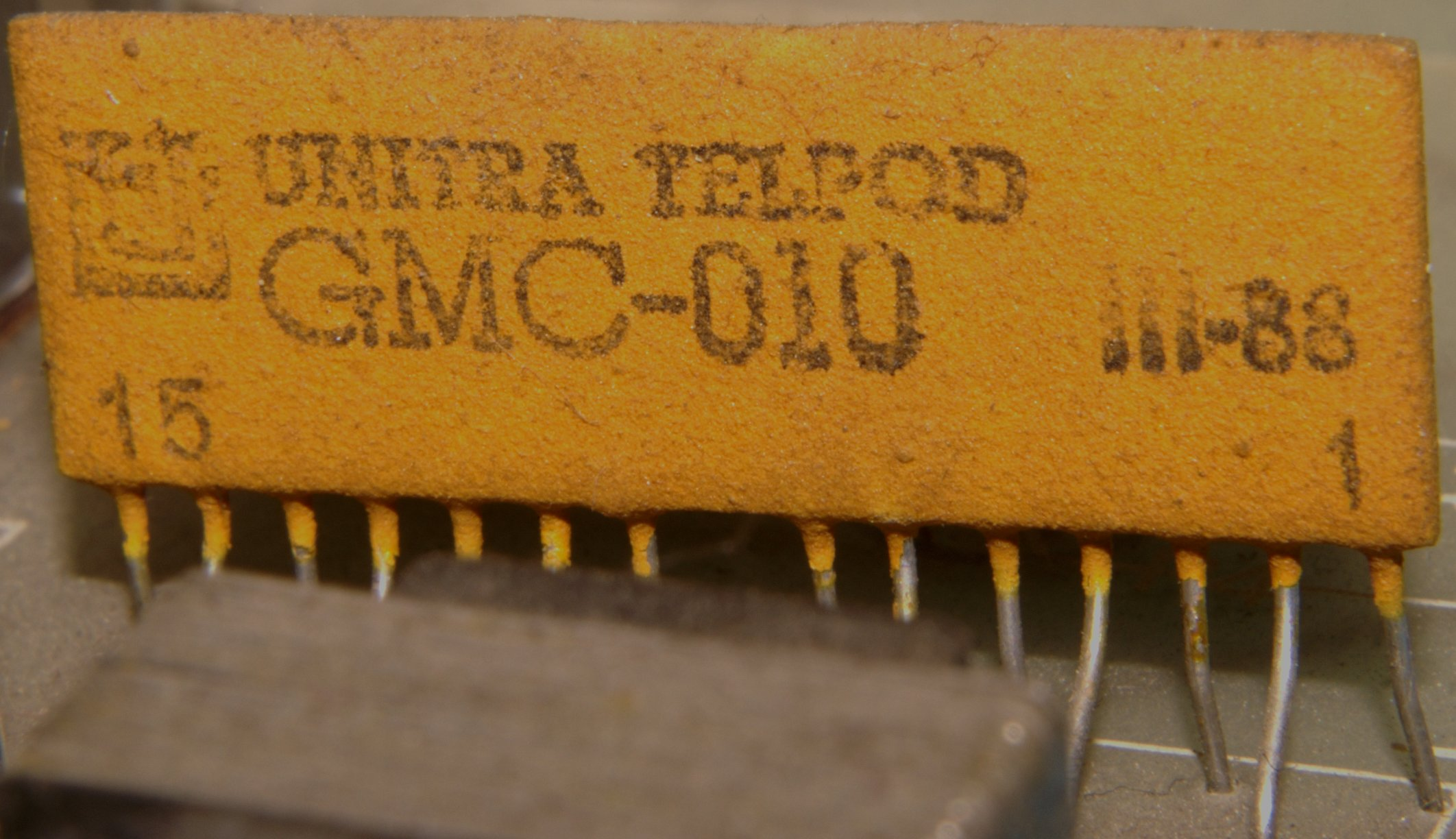
Hybrydowy układ scalony GMC-010 produkcji Unitra Telpod

Krakowskie Zakłady Elektroniczne Unitra-Telpod (później Telpod S.A.) – zakłady produkcyjne elektroniki w Krakowie. Funkcjonowały w latach 1946–2002.

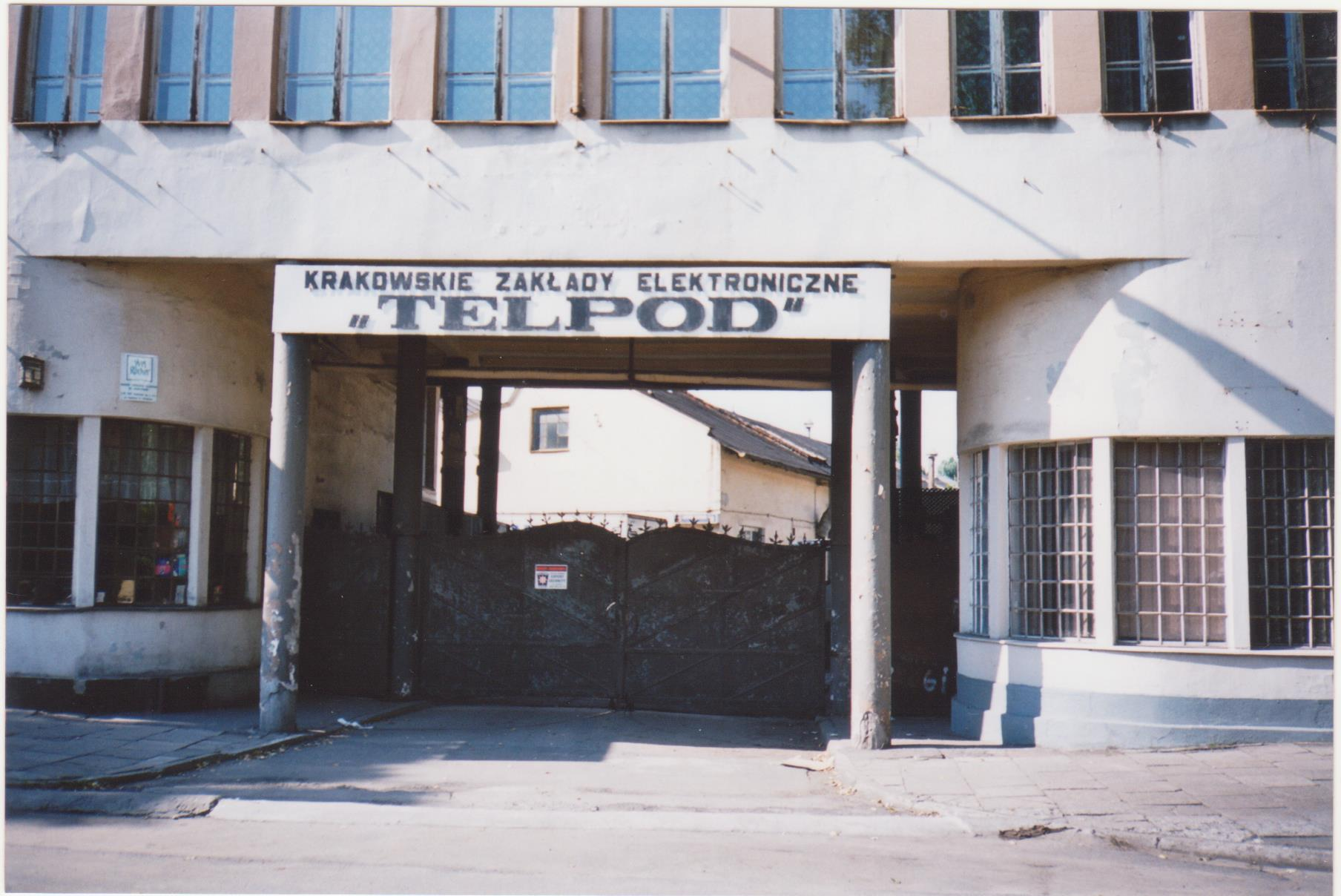
Krakowskie Zakłady Elektroniczne Unitra-Telpod mieściły się przy ulicy Lipowej 4 w Krakowie, w dawnej fabryce naczyń emaliowanych Oskara Schindlera

Przedsiębiorstwo Telpod mieściło się przy ulicy Lipowej 4 w Krakowie, w dawnej fabryce naczyń emaliowanych Oskara Schindlera. W murach tej fabryki kręcone były kadry filmu Lista Schindlera Stevena Spielberga.
Zakład zajmuje się produkcją podzespołów elektronicznych przeznaczonych do zastosowań w sprzęcie elektrotechnicznym i elektronicznym, a ściślej potencjometrów (rezystorów), kondensatorów itp.
Produkty przedsiębiorstwa Telpod montowane były w urządzeniach polskiej produkcji oraz były eksportowane do niemal wszystkich krajów RWPG. W ofercie przedsiębiorstwa znajdowały się również pakiety zestawów uniwersalnych lub tematycznych: „młody elektronik”, mające na celu umożliwienie nauki elektroniki w domowym zaciszu (zestawy te używane były w procesie dydaktycznym politechnik całego kraju).
W latach 70. i 80. zakłady Telpod należały do Zjednoczenia Przemysłu Elektronicznego Unitra.
Firma Telpod S.A. jest członkiem grupy kapitałowej „Krak-Old” i prowadzi produkcję.